# Вулиця Вулецька
Вулиця Ву́лецька — вулиця у Сихівському районі міста Львів, у місцевостях Сихів і Пирогівка. Пролягає від вулиці Зеленої до вулиці Пирогівки. Прилучається вулиця Межова.

## Історія та забудова

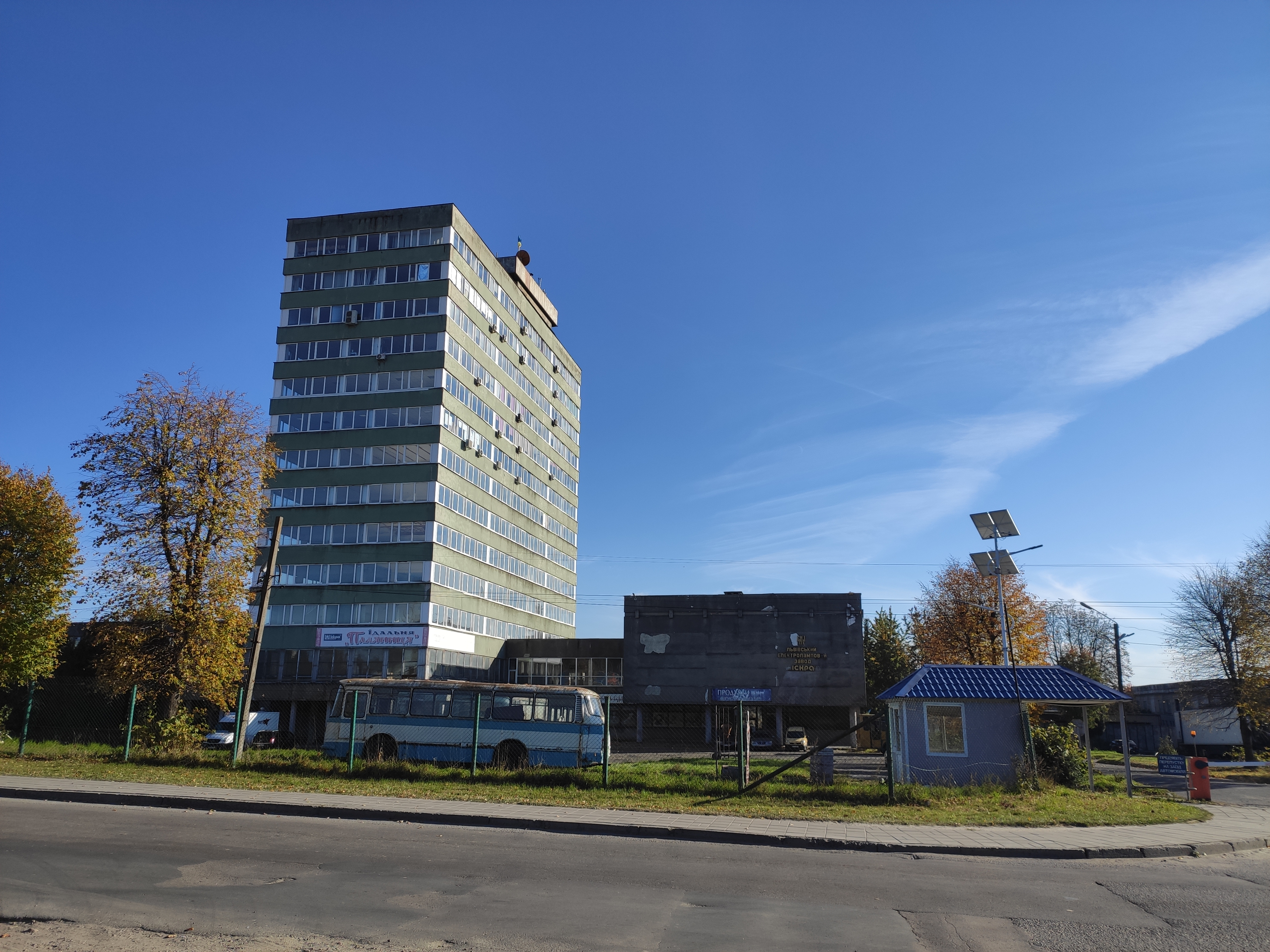
вулиця Вулецька, 14, Львів, завод ПрАТ "Іскра"

Вулиця виникла у першій половині XX століття, мала назву Зелена бічна. У 1962 році отримала сучасну назву.
Початок вулиці проходить по ділянці приватної забудови — місцевості Старий Сихів, тут переважають садиби 1950-х років. Після повороту на вулицю Межову починається промислова зона (промвузол Сихів), с парного боку розташований ламповий завод «Іскра» (номаер 14), з непарного — Львівський ізоляторний завод. Наприкінці вулиці з парного боку — ще одна ділянка садибної забудови, з непарного, під № 11 — пожежна частина № 29 Сихівського району.